# Matia Karrell
Matia Anne Karrell (* nach 1950 in Boston, Massachusetts) ist eine US-amerikanische Filmregisseurin, Filmproduzentin und Filmschaffende libanesischer Herkunft, die 1989 gemeinsam mit Abbee Goldstein für einen Oscar nominiert war.

## Biografie
Karrell wurde in Boston als Tochter libanesischer Eltern geboren. Ihr schwebte eine Karriere als moderne Tänzerin vor, weshalb sie am Tanzprogramm der Harvard University teilnahm. Im Anschluss daran zog sie nach New York, wo sie ihre Ausbildung fortsetzte und zusammen mit Robert Wilson an der Brooklyn Academy of Music (BAM) auftrat. Karrell erhielt eine Reihe von renommierten Stipendien, darunter das Fulbright-Stipendium, das Wells Directing Fellowship, das Women Director’s Fellowship des American Film Institute (AFI) und das Disney-ABC Directing Fellowship.
Ihr Regiedebüt gab Karrell mit dem Kurzfilm Cadillac Dreams. Sie war auch am Drehbuch beteiligt und trat als Produzentin auf. Im Film geht es um zwei Brüder, von denen einer Drogendealer und der andere drogenabhängig ist, und deren Träume von vornherein zum Scheitern verurteilt sind. Eine Oscarnominierung war der Lohn für Karrells Arbeit. Die Trophäe ging jedoch an Dean Parisot und Steven Wright und ihren Film The Appointments of Dennis Jennings. Der Film zeigt einen Tagträumer, eben Jennings, der sich Hilfe von einem Psychiater erhofft, aber das Gegenteil findet.
Bei ihrem ersten Spielfilm Behind the Red Door – Das verlorene Paradies mit Kiefer Sutherland, Kyra Sedgwick und Stockard Channing von 2003 trat Karrell als Regisseurin, Co-Autorin und Produzentin auf. In dem Familiendrama, das mit Rückblenden arbeitet, ist der Bruder einer Fotokünstlerin HIV-positiv und hat nur noch kurze Zeit zu leben. Die Familie versucht, die familiäre Vergangenheit aufzuarbeiten. Der Film wurde beim Rhode Island International Film Festival ausgezeichnet und war unter den Finalisten bei den PEN Center USA Literary Awards. Für eine Folge der amerikanischen Fernsehserie The West Wing – Im Zentrum der Macht, die den Arbeitsalltag des amerikanischen Präsidenten und seiner Berater zum Inhalt hat, war Karrell 2006 verantwortlich. Auch für die Dramaserie Army Wives, die von vier Frauen und einem Mann handelt, deren jeweiliger Ehepartner bei der Army sind, drehte sie 2010 eine Folge.
Karrell ist Mitglied der Directors Guild of America, der Writers Guild of America, der Women in Film and Television International, des American Film Institute und der Alliance of Women Directors. Sie arbeitet auch als Diplom-Filmlehrerin am Art Center College of Design in Pasadena.

## Filmografie (Auswahl)
- 1978: Carnival Circus (Kurzfilm; Sound)
- 1978: The Maltese Unicorn (Kurzfilm, als Tänzerin)
- 1978: Big Apple Birthday (Kurzfilm; Beleuchtung)
- 1978: Alex and the Wonderful Doo-Wah Lamp (Kurzfilm; Beleuchtung)
- 1979: Home Movies – Wie du mir, so ich dir (Home Movies; Elektroinstallation)
- 1979: Punk Rock (Beleuchtung)
- 1980: Galaxina (Elektroinstallation)
- 1980: Das Geheimnis der fliegenden Teufel (Without Warning; Elektroinstallation)
- 1980: Schizoid (zweite Regieassistentin)
- 1981: Das Tier (The Howling; Elektroinstallation)
- 1981: Separate Ways (Elektroinstallation)
- 1982: Der Android (Android; Regieassistentin)
- 1983: China Lake (Kurzfilm; Elektroinstallation)
- 1983: Fools’ Dance (Kurzfilm; erste Regieassistentin)
- 1984: Dreamscape – Höllische Träume (Dreamscape; Elektroinstallation)
- 1984: Breakin’ (erste Regieassistentin)
- 1984: Zoff in der Hoover-Academy (Making the Grade; erste Regieassistentin)
- 1984: Herrscher der Hölle (Ragewar; erste Regieassistentin)
- 1985: Bombenstimmung im Hauptquartier (Basic Training; erste Regieassistentin)
- 1986: Critters – Sie sind da! (Critters; zusätzliche Regieassistentin)
- 1986: Vamp (erste Regieassistentin)
- 1986: Ragman (Trick or Treat; erste Regieassistentin)
- 1987: Matewan (erste Regieassistentin)
- 1988: School Daze (als Produktionsmanagerin)
- 1988: Rache ohne Hoffnung (Far North; erste Regieassistentin)
- 1991: Wehrlos (Defenseless; erste Regieassistentin)

– als Regisseurin –
- 1988: Cadillac Dreams (Kurzfilm, auch Drehbuch)
- 1989, 1990: Wunderbare Jahre (The Wonder Years; Fernsehserie,
Folgen On the Spot, The Pimple + The St. Valentine’s Day Massacre)
- 1990: Doogie Howser, M.D. (Fernsehserie, Folge Nautilus for Naught)
- 1990: Eine Wahnsinnsfamilie (Parenthood; Fernsehserie, Folgen Small Surprises + Gil vs. the Deck)
- 1992: Great Scott! (Fernsehserie, Folge Whatta Sloppy Photocopy)
- 2003: Behind the Red Door – Das verlorene Paradies (Behind the Red Door; auch Produzentin + Co-Autorin)
- 2005: Once Upon a Wedding
- 2006: The West Wing – Im Zentrum der Macht (The West Wing; Fernsehserie, Folge Welcome to Wherever You Are)
- 2007: American Heiress (Fernsehserie, 27 Folgen)
- 2007: The Tub (Kurzfilm)
- 2010: Army Wives (Fernsehserie, Folge New Orders)
- 2015: Spiderweb (Fernsehserie; auch Produzentin)
- 2016: Lilly and James (Kurzfilm)
- 2016: Making LA Happen (Kurzfilm)
- 2019: Out of Place (Kurzfilm)

– als Produzentin –
- 2018: The Tale – Die Erinnerung
- 2019: Safety (Kurzfilm)
- 2020: Latasha Harlins: A Rose That Grew from Concrete (Kurzfilm)
- 2020: The Boy on the Bus

## Auszeichnungen
- Oscarverleihung 1989: Oscarnominierung gemeinsam mit Abbee Goldstein für und mit dem Film Cadillac Dreams
- Chicago International Film Festival 1989: nominiert für den Gold Hugo für und mit ihrem Film Cadillac Dreams